# Ilse Sand
Ilse Sand (født 3. marts 1962 i Vendsyssel) er en dansk forfatter, som er oversat til mere end 20 sprog.
Ilse Sand er student fra Hjørring Gymnasium i 1981 og i 1992 cand. teol fra Aarhus Universitet med speciale i C. G. Jung og Søren Kierkegaard. Uddannet psykoterapeut MPF i 2007.
Ilse Sand har været sognepræst i Gjesing og Nørager sogne på Djursland 1995-2006.
Siden 2006 har hun været privatpraktiserende psykoterapeut, kursusudbyder og foredragsholder.
Ilse Sand stiftede foreningen ”Vi Elsker Stilhed” i 2011. I dag har foreningen over 2.000 medlemmer.
Ilse Sand har skrevet 8 bøger om forskellige emner indenfor det psykologiske felt. Inspireret af: C. G. Jung, Søren Kierkegaard, Irvin D. Yalom, Bent Falk, Niels Hoffmeyer og Martin Buber.
I Danmark udkommer Ilse Sands bøger på Forlaget Gyldendal, Dansk Psykologisk Forlag og Forlaget Ammentorp.